# Soúrpi
Soúrpi (Sourpi) är en ort i Grekland.   Den ligger i prefekturen Nomós Magnisías och regionen Thessalien, i den centrala delen av landet, 140 km nordväst om huvudstaden Aten. Soúrpi ligger 130 meter över havet och antalet invånare är 1 457.
Terrängen runt Soúrpi är huvudsakligen kuperad, men åt nordost är den platt. Havet är nära Soúrpi åt nordost. Runt Soúrpi är det glesbefolkat, med 18 invånare per kvadratkilometer. Närmaste större samhälle är Almyrós, 14,8 km nordväst om Soúrpi. 